# Pątnów (Łódź)
Pątnów is een dorp in het Poolse woiwodschap Łódź, in het district Wieluński. De plaats maakt deel uit van de gemeente Pątnów en telt ca. 1 400 inwoners.